# Márcia Kambeba
Márcia Vieira da Silva, mais conhecida como Márcia Wayna Kambeba (Benjamin Constant, 1979) é uma poeta e geógrafa brasileira.

## Biografia
De etnia Omágua/Cambeba, nasceu na aldeia Belém do Solimões do povo ticuna, que pertencia ao então distrito de Tabatinga (emancipada dois anos depois de Benjamin Constant), no Amazonas, onde viveu até os oito anos de idade, quando se mudou com a família para São Paulo de Olivença, também no Amazonas. Sua avó Assunta era professora na aldeia em que nasceu, e foi quem a iniciou na poesia, interesse que seria reforçado pela diretora de sua primeira escola, em São Paulo de Olivença, e outra das suas maiores influências, "Tia Sueli". Graduou-se em Geografia pela Universidade do Estado do Amazonas (UEA). Fez o mestrado na Universidade Federal do Amazonas (UFAM) e pesquisa o território e identidade da sua etnia.
Como poeta, adotou o nome indígena "Wayna". Sua poesia mostra semelhanças com a literatura de cordel e reflete a violência contra os povos indígenas e os conflitos trazidos pela vida na cidade.
Em 2020, se candidatou ao cargo de vereadora por Belém, pelo Partido Socialismo e Liberdade (PSOL). Não conseguiu ser eleita, mas com a vitória de Edmilson Rodrigues, do mesmo partido, foi nomeada no ano seguinte como ouvidora-geral da capital paraense, compondo o secretariado do novo prefeito e se tornando a primeira pessoa indígena em um posto de primeiro escalão da cidade. Na posição, de representação das demandas da população perante a Prefeitura, a ouvidora conta com o auxílio de dez colaboradores, sendo metade deles também indígenas.

## Vida pessoal
É casada com o mecânico e dono de oficina José Carlos e tem um filho chamado Carlos, que é diagnosticado com transtorno do espectro autista (TEA) e faz ilustrações em seus livros. Os dois trabalharam juntos na obra Kumiça Jenó: Narrativas Poéticas dos Seres da Floresta, lançada em 2021.

## Obra literária
- 2013 - Ay kakyri Tama - Eu moro na cidade - Grafisa[11].
- 2020 - Saberes da Floresta - Jandaíra[12].
- 2021 - Kumiça Jenó: Narrativas Poéticas dos Seres da Floresta